# Ed Motta
Eduardo Motta, mais conhecido pelo nome artístico de Ed Motta (Rio de Janeiro, 17 de agosto de 1971), é um cantor, compositor e produtor musical brasileiro. É sobrinho do cantor Tim Maia e primo do cantor Léo Maia. Teve sua voz reconhecida como a 39ª Maior Voz da Música Brasileira pela Rolling Stone Brasil.  Com seu estilo já enraizado no funk/soul e disco, com influências de jazz, bossa nova, reggae, rock. Com grande diversidade de estilos Ed Motta possui uma longa carreira nacional e internacional, tendo tocado e gravado com inúmeros nomes do cenário mundial, como Incognito, Bernardie Purdie (baterista do Steely Dan), o grupo português Jazzinho, entre outros. Além de multi-instrumentista, Ed também é colecionador de discos (possui mais de 30 mil títulos), fã de histórias em quadrinhos e notório apreciador de vinhos, cervejas e chás.

## Biografia
Filho de Luzia Motta, irmã de Tim Maia, e de Antônio Motta, desde pequeno ouvia música disco, soul e funk, inclinando-se mais tarde para o rock, de que tornou-se profundo conhecedor na época. Participou como vocalista da banda Kabbalah, de hard rock, com influências de Deep Purple, Black Sabbath e outras bandas dos anos 1970. Após ouvir o álbum Blow by Blow de Jeff Beck, percebeu que o guitarrista britânico trazia influências de soul e funk.
Ainda na adolescência abandona os estudos para dedicar-se à música, agora fascinado pela música negra. Foi DJ e produziu o fanzine Curto Circuito sobre o assunto. Em 1984, participa do videoclipe de Turma da Tijuca de Erasmo Carlos, onde interpreta Tim Maia.
Em meados dos anos 1980, conhece o guitarrista Luiz Fernando Comprido, com quem mais tarde formou o Expresso Realengo, logo em seguida, rebatizado como Conexão Japeri, e gravou o primeiro disco, em 1988.
Daí vieram os primeiros sucessos nacionais, Vamos Dançar e Manuel. Logo em seguida desligou-se do grupo e partiu para a carreira solo, em que pôde desenvolver seu próprio estilo, ligado à musicalidade dos sons produzidos pela voz, mesmo sem letras, fugindo do que considera a ditadura da letra na música.
Em 1994 morou em Nova Iorque por um ano. Lá gravou um disco com músicos americanos que ainda não foi lançado. Descobriu os universos da música erudita, o que acabou se refletindo na sua concepção musical. Incialmente ávesso a música brasileira, descobriu que artistas estrangeiros haviam gravado canções brasileiras, como as gravações de Minha de Francis Hime pelo jazzista Bill Evans, além de descobrir uma parceria entre o brasileiro Marcos Valle e o americano Leon Ware, famoso por ter composto a canção I Wanna Be Where You Are, gravada por Michael Jackson. Estendeu o seu leque musical, passando a ouvir Chico Buarque, Tom Jobim, Edu Lobo, Radamés Gnatalli, Wilson Simonal, Cartola e outros. Nos Estados Unidos, gravou um álbum para o mercado europeu no estúdio Riversound, onde o Steely Dan gravou alguns de seus álbuns, o álbum nunca foi lançado.
De volta ao Brasil, compôs algumas canções em parceria com Aldir Blanc (que tirou seu trauma em relação a letras), compôs a trilha do filme Pequeno Dicionário Amoroso e excursionou pelo exterior. Em 1997 lançou o CD Manual Prático para Festas, Bailes e Afins, com repertório dançante, mas não se desvinculou de seu compromisso com o jazz e a música brasileira, apresentando em 2000 o show Músicas Antigas e Algumas Inéditas. Em 1998, Chegou a participar de shows de choro.
Em meados da década de 1990, retornou às paradas de sucesso com os hits Fora da Lei, Vendaval e Colombina. Nessa época, foi convidado para interpretar canções de três filmes de animação da Walt Disney Pictures, O Corcunda de Notre Dame (1996), Tarzan (1999) e A Nova Onda do Imperador (2000).

No começo do ano 2002, lança Dwitza, o trabalho mais jazzy e introspectivo de sua carreira, diversificando como poucos sua produção musical. o álbum também inovou ao ter boa parte do repertório composto por temas instrumentais. 

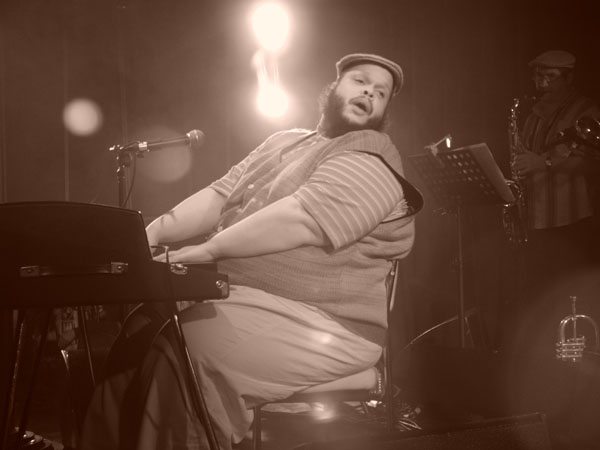
Ed Motta em 2006.

Em 2005, Ed Motta lança Aystelum no qual o artista mantém sua marca registrada: experimentação de estilos e a sofisticação harmônica. Samba AzuL, Awunism e Canção em Torno Dele são alguns dos destaques. Ed Motta se afirmou de vez como um dos músicos mais criativos em atividade no Brasil. Em 2007, Ed compôs arranjos especialmente para 7 - O Musical, da famosa dupla de diretores de musicais, Charles Moeller e Claudio Botelho. O musical teve estrondoso sucesso em São Paulo e no Rio de Janeiro. Lançou em 2008 seu nono álbum de estúdio, Chapter 9, seu primeiro disco totalmente cantado em inglês, onde gravou todos os instrumentos. No segundo semestre de 2009, lançou o álbum Piquenique. Em março de 2010 interpretou o Hino nacional americano na abertura da São Paulo Indy 300.

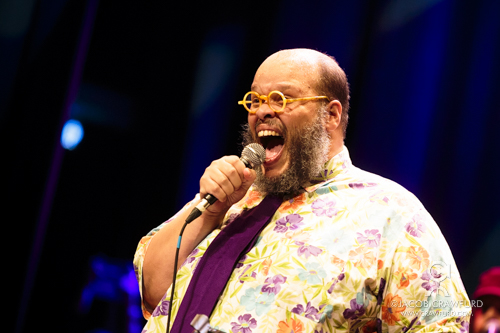
Ed Motta em 2014.

Em setembro do mesmo ano, participou do programa Ídolos da Record, onde cantou Your Song de Elton John ao lado do americano Billy Paul.
Em 2011, compôs o tema Stress & Relax para o filme de animação Brasil Animado. Em 2012, compôs para a trilha sonora da minissérie Subúrbia da Rede Globo, para criar os temas, se inspirou nas trilhas de soul e funk presente nos filmes blaxploitation dos anos 70, no mesmo ano, foi auxiliar da jurada Claudia Leitte na segunda etapa do reality show da Rede Globo The Voice Brasil. No terceiro dia de etapa ao vivo do The Voice Brasil, Ed Motta e Luiza Possi cantaram na abertura do programa as canções Somewhere Over the Rainbow e Colombina.
Em 2013, lança o álbum independente AOR pelo selo LAB 344.
Em 2016, lançou no mercado exterior o álbum Perpetual Gateways, que foi eleito pela revista Rolling Stone Brasil como o 12º melhor disco brasileiro daquele ano.
Em setembro de 2017, lançou um show cantando clássicos de AOR e lançado o single de uma versão cover da canção "Living Inside Myself" de Gino Vannelli. Em 2018, a pedido de uma gravadora alemã, lança Too Slow To Disco Brasil, uma coletânea de AOR brasileiro dos anos 70 e 80 com canções de Biafra, Filó Machado, Roupa Nova, Brylho, Jane Duboc, Kiko Zambianchi, Rita Lee e Guilherme Arantes. No mesmo ano, lança o álbum Criterion of the senses.
Em junho de 2023, lançou o single Safely Far. Dois meses depois, foi a vez de Slumberland, inspirado na série de quadrinhos Little Nemo in Slumberland de Winsor McCay, e, em setembro, Deluxe Refuge. Todas as três músicas pertencem ao álbum Behind The Tea Chronicles, que foi lançado no dia 20 de outubro do mesmo ano.

## Discografia

### Com Conexão Japeri
| 1988 | Ed Motta & Conexão Japeri | LP, K7, CD |

### Solo
| Álbuns de estúdio | Álbuns de estúdio                                  | Álbuns de estúdio            | Álbuns de estúdio | Álbuns de estúdio            | Álbuns de estúdio |
| Ano               | Álbum                                              | Formato                      | Gravadoras        | Certificação                 | Vendas            |
| ----------------- | -------------------------------------------------- | ---------------------------- | ----------------- | ---------------------------- | ----------------- |
| 1990              | Um Contrato com Deus                               | LP, K7, CD                   | Warner Music      | —                            | 15 000 cópias     |
| 1992              | Entre e Ouça                                       | LP, K7, CD, download digital | Warner Music      | —                            | 5 000 cópias      |
| 1997              | Manual Prático para Festas, Bailes e Afins         | CD, download digital         | Universal Music   | Ouro100 000+ Platina250 000+ | 300 000 cópias    |
| 1998              | Remixes & Aperitivos                               | CD, download digital         | Universal Music   | Ouro100 000+                 | 100 000 cópias    |
| 2000              | As Segundas Intenções do Manual Prático            | CD, download digital         | Universal Music   | —                            | 65 000 cópias     |
| 2002              | Dwitza                                             | CD, download digital         | Universal Music   | —                            | 50 000 cópias     |
| 2003              | Poptical                                           | CD, LP, download digital     | Trama             | —                            | 40 000 cópias     |
| 2005              | Aystelum                                           | CD, download digital         | Trama             | —                            | 45 000 cópias     |
| 2005              | Perfil                                             | CD                           | Som Livre         | —                            | + 50 000 cópias   |
| 2008              | Chapter 9                                          | CD, download digital         | Trama             | —                            | + 10 000 cópias   |
| 2009              | Piquenique                                         | CD, download digital         | Trama             | —                            | + 10 000 cópias   |
| 2013              | AOR                                                | CD, LP, download digital     | LAB 344           | —                            | + 2 000 cópais    |
| 2016              | Perpetual Gateways                                 | CD, LP, download digital     | LAB 344           | —                            | + 2 000 cópias    |
| 2018              | Criterion of the senses, Lost connection to Prague | CD, LP, download digital     | MustHave/Membran  | —                            | + 1 000 cópias    |
| 2023              | Behind the Tea Chronicles                          | CD, LP, download digital     | Virgin Music      | —                            |                   |

### Compilações
| 2000 | E-Collection: Ed Motta           | Warner Music    | CD, download digital |
| 2001 | Série Sem Limite: Ed Motta       | Universal Music | CD, download digital |
| 2001 | Warner 25 Anos: Ed Motta         | Warner Music    | CD, download digital |
| 2005 | Novo Millenium: Ed Motta         | Universal Music | CD, download digital |
| 2006 | Warner 30 Anos: Ed Mota          | Warner Music    | CD, download digital |
| 2012 | Sucessos Em Dose Dupla: Ed Motta | Warner Music    | CD, download digital |

### Álbuns ao vivo
| 1993 | Ao Vivo         | CD, LP, K7 |
| 2004 | Ao Vivo (duplo) | CD         |

### DVD
| 2004 | Ed Motta em DVD | DVD |

## Prêmios e indicações

### Prêmio da Música Brasileira
| Ano  | Categoria                       | Indicação                 | Resultado |
| ---- | ------------------------------- | ------------------------- | --------- |
| 1989 | Cantor de pop/rock              | Ed Motta                  | Venceu    |
| 1989 | Disco de pop/rock               | Ed Motta & Conexão Japeri | Indicado  |
| 1989 | Revelação masculina de pop/rock | Ed Motta                  | Venceu    |